# Ina-Miriam Rosenbaum
Ina-Miriam Rosenbaum (født 11. juni 1959) er en dansk skuespillerinde og instruktør. 
Hun er uddannet fra Statens Teaterskole i 1982 og er datter af entertaineren, musikeren og forfatteren Simon Rosenbaum, lillesøster til skuespillerinden Pia Rosenbaum og mor til pianisten August Rosenbaum. Hun har medvirket i en række revyforestillinger, ligesom hun har spillet roller på bl.a. Svalegangen, Det Danske Teater og Jomfru Ane Teateret. Herudover har hun instrueret en hel del teaterforestillinger. I tv har man kunnet opleve hende i serien Bryggeren og på film i Johannes' hemmelighed (1985) og Snøvsen (1992).
Genoplivede Hjørringrevyen  med sæson 2011. Revyen blev tildelt prisen som årets bedste revy i 2011.
Ina-Miriam Rosenbaum har i 2011 stor succes med titelrollen i forestillingen "Marguerite – en pige med pep"  samt rollen som Joseph Goebbels i Rhea Lemans forestilling "Hitler on the Roof". Hun modtog i maj 2011 årets Reumert for bedste kvindelige hovedrolle for begge disse roller.
I 2022 fik hun rollen som Vibeke, Bos mor, i tv-serien Orkesteret.

## Filmografi
- Sange i solen - 2017
- Broen - 2017
- Orkesteret - 2022, 2024